# Steven Caulker
Steven Roy Caulker (Londres, Reino Unido, 29 de diciembre de 1991) es un futbolista anglo-sierraleonés, que juega como defensor en el Stjarnan Garðabær de la Úrvalsdeild Karla, donde también ejerce de entrenador asistente.

## Trayectoria

### Inicios
Pese a haber sido un excelente atleta en otras disciplinas cuando estaba en la escuela, Caulker decidió convertirse en futbolista, comenzando a jugar en el equipo juvenil local de Hounslow Borough. Caulker comenzó jugando como mediocampista, pero tras tomar el consejo de su técnico, se pasó a la defensa central. A sus quince años ya mostraba excelentes cualidades, por lo que varios equipos de la Premier League y el Championship le ofrecieron periodos de prueba en sus academias, entre ellos el Queens Park Rangers, el Chelsea y el Tottenham Hotspur. Caulker se unió a este último en 2007 y rápidamente fue escalando en las diversas divisiones inferiores del club. Luego de varias temporadas exitosas con los equipos sub-17 y sub-18 de los Spurs, Caulker firmó su primer contrato profesional con el club en julio de 2009.

### Tottenham Hotspur
Tras firmar su contrato Caulker fue enviado en calidad de préstamo al Yeovil Town, en donde hizo su debut profesional jugando el primer partido de la temporada 2009-10 ante el Tranmere Rovers. Caulker jugó a un buen nivel para el club de la Football League One, terminando la temporada con 44 partidos jugados.
Caulker regresó al Tottenham en 2010 e hizo su debut con el primer equipo el 21 de septiembre de ese año en la derrota 1-4 en tiempo extra frente al Arsenal FC por la Carling Cup. Cinco días más tarde fue enviado nuevamente a préstamo a otro club, esta vez al Bristol City del Football League Championship.
A principios de la temporada 2011-12, Caulker fue cedido una vez más, esta vez al Swansea City. Con el Swansea, Caulker realizó su debut en la Premier League, jugando los 90 minutos en la derrota 0-4 ante el Manchester City. Luego de haber sido titular en los primeros cuatro partidos con el Swansea, tuvo una seria lesión de rodilla al impactarse contra el poste en un partido frente al Arsenal FC, quedando fuera de las canchas por ocho semanas. Caulker volvió a jugar tres meses después en la victoria 2-0 frente al Fulham el 10 de diciembre de 2011. De allí en adelante se convirtió en una pieza importante del Swansea en su regreso a la Premier League jugando un total de 26 partidos en la temporada.
Al final de la temporada Caulker regresó al Tottenham y el 5 de julio de 2012 firmó un nuevo contrato que lo mantendrá en el club londinense hasta el 2016.

### Cardiff City
El 31 de julio de 2013, el Tottenham hizo oficial el traspaso de Caulker al Cardiff City por un total de 8 millones de libras. En Gales realiza una de sus mejores temporadas en su carrera jugando un total de 38 partidos anotando 5 goles.

### Queens Park Rangers
El 22 de julio de 2014, después de una gran temporada en el Cardiff, Caulker fichó por el Queens Park Rangers por cuatro años con la intención de continuar jugando en la Premier League.

### Liverpool
Llega cedido el 12 de enero de 2016 para reforzar el equipo tras las constantes bajas en zonas defensivas por parte del Liverpool FC.

## Selección nacional
Caulker ha sido parte de las selecciones inferiores sub-19 y sub-21 de Inglaterra, acumulando veinte partidos entre ambas.
El 2 de julio de 2012 fue convocado por la selección de fútbol del Reino Unido para jugar los Juegos Olímpicos de Londres 2012. Caulker fue titular y jugó los cuatro partidos de su selección en la competición.
Caulker recibió su primera llamada a la selección absoluta de Inglaterra junto a su compañero de equipo en el Tottenham, Jake Livermore, el 10 de agosto de 2012 para un amistoso frente a Italia, aunque no llegó a debutar.
En octubre de 2021 solicitó jugar con Sierra Leona. En diciembre recibió el visto bueno de la FIFA, por lo que fue convocado para participar en la Copa Africana de Naciones 2021. Su debut se produjo en la primera jornada de la fase de grupos en la que lograron un empate a cero ante Argelia.

## Clubes
| Club                           | País       | Año       |
| ------------------------------ | ---------- | --------- |
| Tottenham Hotspur F. C.        | Inglaterra | 2009-2013 |
| Yeovil Town F. C. (cedido)     | Inglaterra | 2009-2010 |
| Bristol City F. C. (cedido)    | Inglaterra | 2010-2011 |
| Swansea City A. F. C. (cedido) | Gales      | 2011-2012 |
| Cardiff City F. C.             | Gales      | 2013-2014 |
| Queens Park Rangers F. C.      | Inglaterra | 2014-2017 |
| Southampton F. C. (cedido)     | Inglaterra | 2015-2016 |
| Liverpool F. C. (cedido)       | Inglaterra | 2016      |
| Dundee F. C.                   | Escocia    | 2018      |
| Alanyaspor                     | Turquía    | 2019-2021 |
| Fenerbahçe S. K.               | Turquía    | 2021-2022 |
| Gaziantep F. K. (cedido)       | Turquía    | 2021-2022 |
| Fatih Karagümrük S. K.         | Turquía    | 2022      |
| Wigan Athletic F. C.           | Inglaterra | 2023      |
| F. C. Málaga City Academy      | España     | 2024      |
| Ankara Keçiörengücü S. K.      | Turquía    | 2024-2025 |
| Stjarnan Garðabær              | Islandia   | 2025-     |